# Гассе Єппсон
Га́ссе Є́ппсон (швед. Hasse Jeppson, 10 травня 1925, Кунгсбака, Швеція — 21 лютого 2013, Рим, Італія) — шведський футболіст, що грав на позиції нападника. Найдорожчий гравець світового футболу початку 1950-х.

## Клубна кар'єра
У дорослому футболі дебютував 1946 року виступами за команду клубу «Ергрюте», в якій провів один сезон.
Своєю грою за цю команду привернув увагу представників тренерського штабу клубу «Юргорден», до складу якого приєднався 1947 року. Відіграв за команду з Стокгольма наступні чотири сезони своєї ігрової кар'єри. У складі «Юргордена» був одним з головних бомбардирів команди, 1951 року став найкращим бомбардиром шведського чемпіонату, чим зацікавив представників іноземних клубів.
Згодом з 1951 по 1952 рік грав у складі англійського «Чарльтон Атлетик» та італійської «Аталанти».
1952 року уклав контракт з клубом «Наполі», у складі якого провів наступні чотири роки своєї кар'єри гравця. За перехід шведського нападника неаполітанський клуб сплатив 105 мільйонів лір, що стало на той час найбільшою трансферною сумою в історії світового футболу. Більшість часу, проведеного у складі «Наполі», був основним гравцем атакувальної ланки команди. В новому клубі був серед найкращих голеодорів, відзначаючись забитим голом в середньому майже у кожній другій грі чемпіонату.
Завершив професійну ігрову кар'єру у клубі «Торіно», за команду якого виступав протягом 1956–1957 років.

## Виступи за збірну
1949 року дебютував в офіційних матчах у складі національної збірної Швеції. Протягом кар'єри у національній команді, яка тривала усього 2 роки, провів у формі головної команди країни 12 матчів, забивши 9 голів.
У складі збірної був учасником чемпіонату світу 1950 року у Бразилії, на якому команда здобула бронзові нагороди.

## Титули і досягнення
- Бронзовий призер чемпіонату світу: 1950
- Найкращий бомбардир чемпіонату Швеції (1): 1951